# Stenocranus seminigrifrons
Stenocranus seminigrifrons är en insektsart som beskrevs av Frederick Arthur Godfrey Muir 1923. Stenocranus seminigrifrons ingår i släktet Stenocranus och familjen sporrstritar. Inga underarter finns listade i Catalogue of Life.